# تاريخ الأمريكيين الأصليين في الولايات المتحدة
بدأ تاريخ الأمريكيين الأصليين في الولايات المتحدة في العصور القديمة منذ عشرات آلاف السنين مع استيطان هنود باليو للأمريكيتين. تعرف علماء الأنثروبولوجيا وعلماء الآثار ودرسوا مجموعة متنوعة من الثقافات التي وُجدت خلال هذا العصر. كان لاتصالهم اللاحق بالأوروبيين تأثير عميق على تاريخ شعوبهم.

## الهجرة الأوراسية

### الهجرة إلى المستعمرات
وفقًا للنظرية الأكثر قبولًا حول استيطان الأمريكيتين، حدثت هجرات البشر من أوراسيا إلى الأمريكيتين عبر بيرنجيا، وهو جسر بري يربط القارتين عبر ما يعرف الآن بمضيق بيرينغ. ما يزال عدد وتكوين الهجرات موضع نقاش. أدى انخفاض مستويات سطح البحر المرتبط بفترة مكثفة من التجلّد الرباعي إلى إنشاء جسر بيرنغ البري الذي وصل من سيبيريا إلى ألاسكا منذ حوالي 60-25000 سنة مضت. قد تكون آخر هذه الهجرات حدثت قبل 12000 عام، مع عدم القدرة على تحديد متى حدث أول هذه الهجرات. الفترات الأثرية المستخدمة هي تصنيفات الفترات والثقافات الأثرية التي حددها كتاب غوردون ويلي وفيليب فيليبس لعام 1958 الطريقة والنظرية في علم الآثار الأمريكي الذي قسم السجل الأثري في الأمريكيتين إلى خمس مراحل.

### هنود باليو أو المرحلة الحجرية
استمرت المرحلة الحجرية أو مرحلة هنود باليو منذ الوصول الأول للناس في الأمريكيتين حتى حوالي 5000/3000 قبل الميلاد (في أمريكا الشمالية). حدثت ثلاث هجرات رئيسية، بحسب ما تتبعتها البيانات اللغوية والجينية. سرعان ما انتشر الأمريكيون القدماء الأوائل في جميع أنحاء الأمريكيتين، وتوزعوا إلى عدة مئات من الأمم والقبائل المتميزة ثقافيًا. بحلول عام 8000 قبل الميلاد كان مناخ أمريكا الشمالية مشابهًا جدًا لمناخ اليوم. قدمت دراسة نُشرت في عام 2012 دعمًا وراثيًا لنظرية 1986 التي طرحها اللغوي جوزيف غرينبيرغ بأن الأمريكيتين يجب أن تكون مأهولة في ثلاث موجات، بناءً على الاختلافات اللغوية.
استُخدم في ثقافة كلوفيس، وهي ثقافة صيد الحيوانات الضخمة، في المقام الأول رؤوس الرماح المُثَلّمة. نُقّب عن القطع الأثرية من هذه الثقافة لأول مرة في عام 1932 بالقرب من كلوفيس، نيو مكسيكو. امتد نطاق ثقافة كلوفيس في معظم أنحاء أمريكا الشمالية وظهرت أيضًا في أمريكا الجنوبية. يمكن التعرف على الثقافة من خلال رؤوس رماح كلوفيس المميزة، وهي عبارة عن رأس رمح من قشور حجر الصوان مع ثَلِم مسنن. ارتبط تأريخ مواد كلوفيس بعظام الحيوانات وباستخدام طرق التأريخ الكربوني. أدت عمليات إعادة الفحص الحديثة لمواد كلوفيس باستخدام طرق التأريخ الكربوني المحسنة إلى نتائج 11050 و10800 سنة كربونية مشعة قبل الحاضر (قرابة 9100 إلى 8850 قبل الميلاد).
احتلت عدد من ثقافات هنود باليو أمريكا الشمالية، مع انتشار بعضها حول السهول الكبرى والبحيرات العظمى في الولايات المتحدة وكندا الحديثة، وكذلك المناطق المجاورة إلى الغرب والجنوب الغربي. وفقًا للتاريخ الشفوي للعديد من الشعوب الأصلية في الأمريكيتين، يُقال أنهم عاشوا في هذه القارة منذ نشأتهم، كما وصفتها مجموعة واسعة من قصص الخلق التقليدية. للقبائل الأخرى قصص تروي الهجرات عبر مساحات طويلة من الأرض ونهر كبير يُعتقد أنه نهر المسيسيبي. تربط البيانات الجينية واللغوية السكان الأصليين لهذه القارة بآسيويين الشمال الشرقي القدماء. مكنت البيانات الأثرية واللغوية العلماء من اكتشاف بعض الهجرات داخل الأمريكيتين. تميز تقليد فولسوم باستخدام رؤوس فلوسوم كأطراف دافعة. تُركت أدوات فولسوم بين 9000 و8000 قبل الميلاد.
دخلت الشعوب الناطقة بالناديني أمريكا الشمالية بدءًا من حوالي 8000 قبل الميلاد، ووصلت إلى إقليم الشمال الغربي الهادئ بحلول 5000 قبل الميلاد، ومن هناك هاجروا على طول ساحل المحيط الهادئ وإلى الداخل. يعتقد اللغويون وعلماء الأنثروبولوجيا وعلماء الآثار أن أسلافهم شكلوا هجرة منفصلة إلى أمريكا الشمالية، بعد هنود باليو الأوائل. هاجروا إلى ألاسكا وشمال كندا، جنوبًا على طول ساحل المحيط الهادئ، إلى داخل كندا، وجنوبًا إلى السهول الكبرى وجنوب غرب أمريكا.
كانوا الأسلاف الأوائل للشعوب الناطقة بالأثاباسكانية، بما في ذلك شعوب نافاجو وأباتشي الحالية والتاريخية. بنوا مساكن كبيرة متعددة العائلات في قراهم، والتي كانت تستخدم بشكل موسمي. لم يكن الناس يعيشون هناك على مدار السنة، بل فقط للصيف، وللمطاردة، وصيد الأسماك، ولجمع الإمدادات الغذائية لفصل الشتاء.